# Анцанс, Роберт
Роберт Анцанс (латыш. Roberts Ancāns; 11 ноября 1919, Тилжская волость — 1 января 1982, Нью-Йорк) — оберштурмфюрер Латышского добровольческого легиона СС. Кавалер Рыцарского креста Железного креста.
Окончил Латвийский университет. В 1939 году добровольно вступил в латвийскую армию. После оккупации Латвии германскими войсками, добровольцем вступил в 16-й Земгальский полицейский батальон. В 1941—1942 годах получил первое ранение в бою с Красной Армией у реки Великая. Будучи лейтенантом Латышского легиона СС участвовал в боях под Ленинградом и Волховом. В 1945 году был награжден высшим орденом Третьего Рейха — Рыцарским крестом Железного креста.
Войну закончил в звании оберштурмфюрера  19-й гренадерской дивизии СС.
В 1950 году переехал в Аугсбург. В 1955 году назначен директором Объединения латвийских военных инвалидов. В том же году переселился в США.